# Jan Sirotník
Jan Sirotník (* 16. dubna 2002 Králův Dvůr) je český fotbalový brankář, aktuálně působící v klubu SK Slavia Praha.

## Mládežnická kariéra
Sirotník začal svou kariéru v 6 letech v Králově Dvoře odkud po roce zamířil do pražské Slavie. V sezoně 2018/2019 se stal s sešívanou U19 mistrem české U19 ligy.

## Profesionální kariéra
V sezoně 2019/2020 nastupoval hlavně za slávistický B-tým, za který odehrál 6 zápasů, ve stejné sezoně také nastoupil k jednomu zápasu juniorské Ligy Mistrů

## Reprezentační kariéra
Sirotník nastoupil také ke čtyřem zápasům za českou mládežnickou reprezentaci.